# John Singer Sargent
Vous lisez un « bon article » labellisé en 2008.
Pour les articles homonymes, voir Singer et Sargent.
John Singer Sargent, né le 12 janvier 1856 à Florence (grand-duché de Toscane), et mort le 14 avril 1925 à Londres (Royaume-Uni), est un peintre américain qui vécut essentiellement en Europe.
Élève de Carolus-Duran, de Léon Bonnat et d'Adolphe Yvon, il étudie à l'École des beaux-arts de Paris. Il est ami ou proche de grands artistes de l'époque, comme Claude Monet, Paul Helleu, Albert Besnard, Gabriel Fauré ou encore Edmund Gosse. Sargent est particulièrement connu pour son habileté dans les portraits, caractérisés par un style sophistiqué, une virtuosité visuelle et une certaine audace théâtrale. Il réalise sur commande des portraits d'hommes et de femmes les plus célèbres, riches ou puissants d'Europe ou des États-Unis, comme ceux de l'académicien Édouard Pailleron et de son épouse Marie Buloz, Auguste Rodin, John D. Rockefeller, Robert Louis Stevenson, ou encore ceux des présidents, Theodore Roosevelt et Woodrow Wilson.
Au cours de sa carrière, il composa environ neuf cents toiles et plus de deux mille aquarelles, ainsi que d'innombrables croquis et dessins. Son œuvre documente ses voyages à travers le monde, de Venise au Tyrol, de Corfou au Moyen-Orient, ou encore du Montana à la Floride. Il fut actif en France et en Angleterre et peignit des compositions à personnages, compositions religieuses, scènes de genre, figures, portraits, intérieurs, paysages, marines, des compositions murales, à la gouache, à l'aquarelle. Ce fut aussi un dessinateur. Il est proche du courant de l'impressionnisme américain.

## Biographie

### Jeunesse
Avant sa naissance, son père, Fitz William Sargent, est chirurgien ophtalmique au Wills Hospital de Philadelphie. Après la mort de sa sœur aînée, âgée de deux ans, sa mère Mary (née Singer) fait une dépression nerveuse et le couple décide de partir à l'étranger pour se remettre du choc. Ils restent des nomades expatriés tout au long de leur existence. Bien qu'ayant un pied-à-terre à Paris, les parents de Sargent se déplacent avec les saisons à la mer et dans les montagnes de France, d'Allemagne, d'Italie et de Suisse. Alors qu'elle est enceinte, ils s'arrêtent en raison d'une épidémie de choléra à Florence où naît Sargent en 1856.

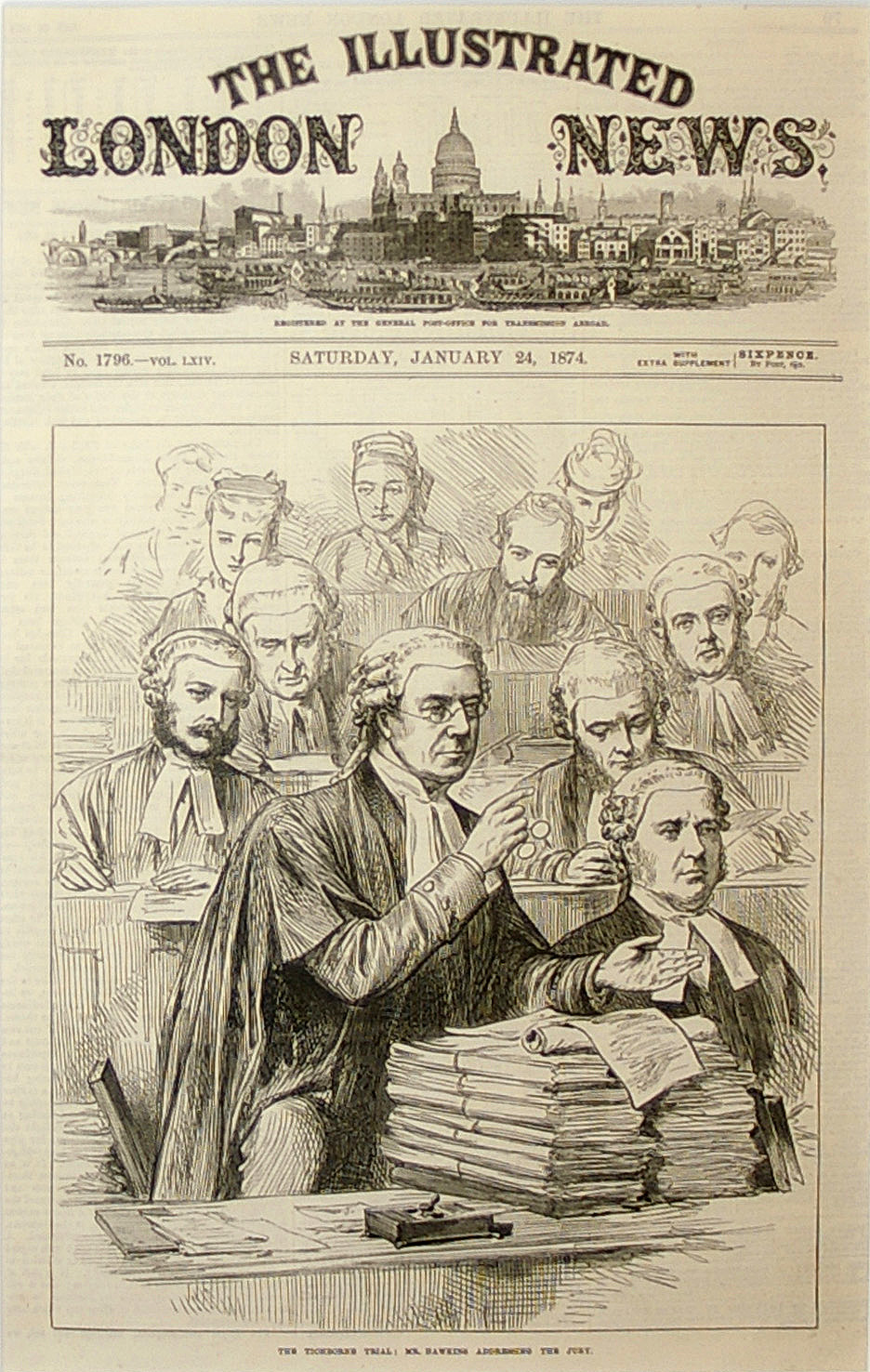
L'Illustrated London News, première source d'inspiration de Sargent.

Un an plus tard, naît sa sœur Mary. Après sa naissance, bien qu'aspirant à revenir à sa pratique de la médecine à Philadelphie, Fitz William Sargent démissionne de son poste à la demande instante de sa femme qui souhaite demeurer à l'étranger. Ils vivent modestement d'un petit héritage et de quelques économies, avec leurs enfants, évitant la société en général et les autres Américains, excepté quelques amis artistes. Quatre autres enfants naissent, dont deux survécurent à l'enfance.
Bien que son père soit un professeur patient pour les matières de base[C'est-à-dire ?], le jeune Sargent est un enfant turbulent, plus intéressé par les activités de plein air que par les études. Contrairement à son père, sa mère est convaincue que voyager à travers l'Europe, visiter musées et églises, est bon pour l'éducation des enfants. Plusieurs tentatives de lui faire donner un enseignement classique échouent, principalement à cause de leur vie itinérante. Sa mère est une bonne artiste amateur et son père, un illustrateur médical qualifié. Très tôt, elle lui donne des carnets et l'encourage à dessiner au cours de leurs excursions. Le jeune Sargent s'applique sur ses dessins, copie avec enthousiasme des images de navires de l'Illustrated London News et fait des esquisses détaillées de paysages. Fitz William Sargent en vient à espérer que l'intérêt de son fils pour les navires et la mer le conduiront à une carrière dans la marine.
Alors qu'il est âgé de treize ans, sa mère remarque que John dessine très bien, qu'il a l'œil sûr et rapide, mais elle sait que pour devenir un artiste accompli il doit suivre un bon enseignement. Il reçoit alors quelques leçons d'aquarelle de Carl Welsch, un peintre paysagiste allemand. Cependant son éducation est loin d'être achevée, Sargent devient un jeune homme lettré, cosmopolite, accompli en art, musique et littérature. Il parle couramment le français, l'italien et l'allemand. À dix-sept ans, Sargent est décrit comme « volontaire, curieux, déterminé et fort », par sa mère, et comme « timide, généreux et modeste », par son père. Il devient un parfait connaisseur de bon nombre de grands maîtres, comme il l'écrit en 1874 : « J'ai appris à Venise à admirer Le Tintoret et à le voir comme venant seulement après Michel-Ange et Le Titien ».

### Études

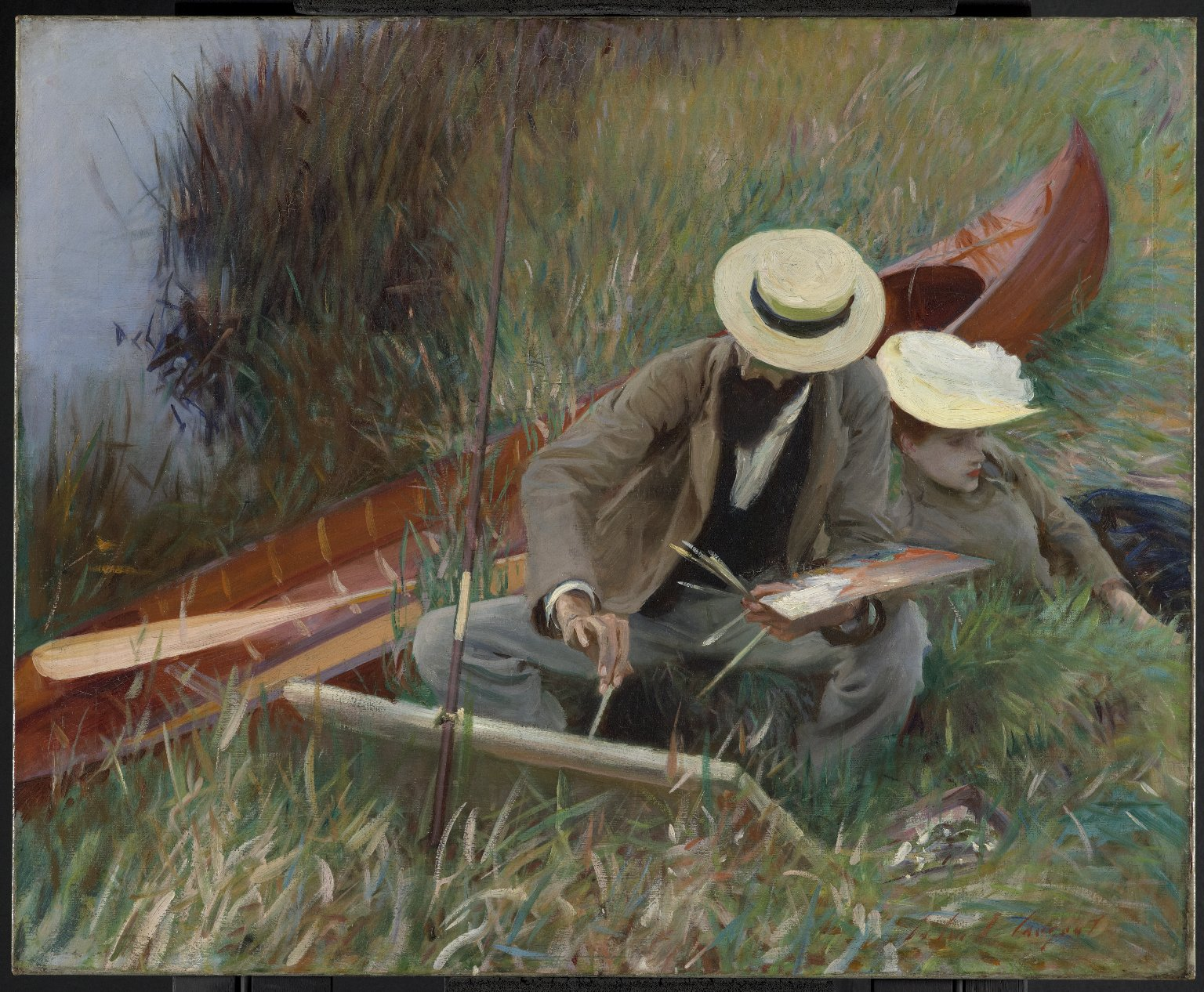
Paul Helleu et sa femme (1889), New York, Brooklyn Museum.

Il commence ses études à l'Académie de Florence, puis à Paris avec le portraitiste Carolus-Duran (où il se lie avec son cousin Ralph Curtis), de 1874 à 1878, et enfin à l'École des beaux-arts de Paris. Il suit les cours de dessin qui comprennent l'anatomie et la perspective, et étudie également avec Léon Bonnat. Il passe beaucoup de temps à dessiner dans les musées et à peindre dans un atelier qu'il partage avec James Carroll Beckwith, qui devient son ami et est son premier contact avec le monde des artistes américains vivant à l'étranger.
L'atelier de Carolus-Duran dispense à la fois une approche académique traditionnelle qui exige une grande rigueur dans le dessin et la couche de fond, mais aussi un travail alla prima, au pinceau, directement sur la toile, comme le faisait Vélasquez. C'est une approche qui s'appuie sur un choix judicieux des tons de la peinture. Elle permet également un épanouissement spontané de la couleur, sans être lié au dessin de la sous-couche. Cet enseignement est sensiblement différent de celui de l'atelier traditionnel de Jean-Léon Gérôme, où les Américains Thomas Eakins et Julian Alden Weir étudient à cette époque.
Sargent devient rapidement un élève vedette. Weir rencontre Sargent en 1874 et écrit que c'est « l'un de ses camarades les plus talentueux… ; ses dessins sont comme ceux des maîtres anciens, et sa couleur est de la même veine ». Sa maîtrise de la langue française et son grand talent font que Sargent est à la fois populaire et admiré. Grâce à son amitié avec Paul Helleu, Sargent rencontre de grandes personnalités du monde artistique de l'époque, comme Edgar Degas, Auguste Rodin, Claude Monet et Whistler.

### Début de carrière

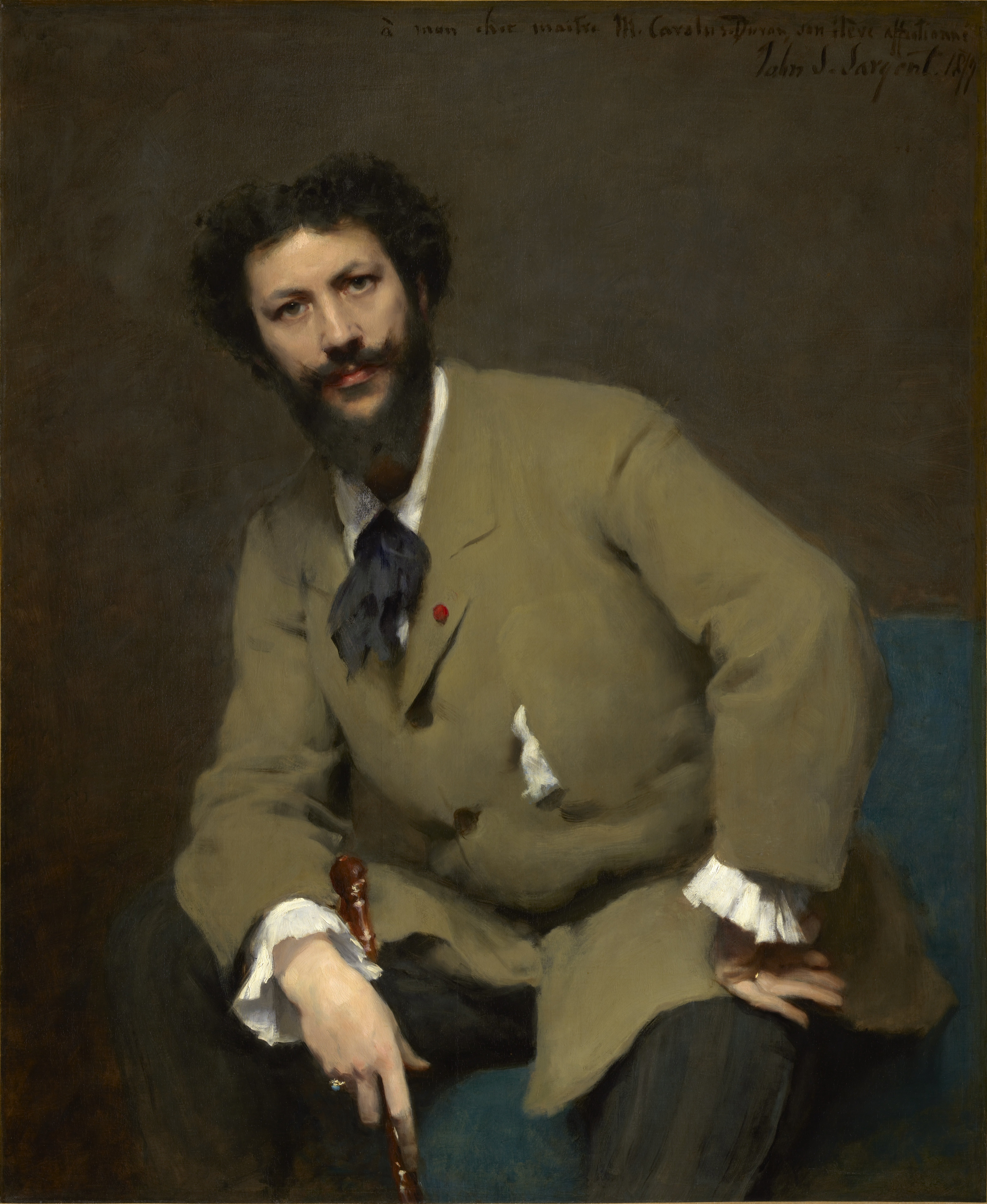
Carolus-Duran (1879), Williamstown, Clark Art Institute.

En 1879, Sargent peint le portrait de son maître Carolus-Duran ; son travail rencontre l'approbation générale et annonce la voie qu'il suivra. Son exposition au Salon de Paris est un hommage à son professeur et une vitrine qui lui assurera des commandes. Henry James écrit à propos de cette œuvre de Sargent qu'elle offre le spectacle « un peu étrange » d'un talent qui au seuil de sa carrière n'a déjà plus rien à apprendre.
Après avoir quitté l'atelier de Carolus-Duran, Sargent visite l'Espagne en 1879. Il y étudie les tableaux de Vélasquez avec passion, s'imprégnant de la technique du maître, et réunissant des idées, au cours de son voyage, pour de nouvelles œuvres.
Il se passionne également pour la musique et la danse espagnole qui réveillent son propre talent pour cet art. L'expression visuelle de cette passion se retrouve dans son œuvre El Jaleo (1882). La musique continuera également à jouer un rôle majeur dans sa vie sociale, en tant qu'accompagnateur de musiciens professionnels et amateurs. Sargent se fait également l'avocat des compositeurs modernes, en particulier de Gabriel Fauré. De voyages en Italie, il rapporte de nombreuses esquisses et idées pour différentes peintures de scènes de rue vénitiennes qui montrent les gestes et les postures que l'on retrouvera plus tard dans ses portraits.
À son retour, Sargent reçoit rapidement plusieurs commandes de portraits. Sa carrière est lancée. Il se montre immédiatement concentré et endurant, ce qui lui permettra de peindre avec acharnement pendant les vingt-cinq années suivantes. Il comble les vides entre ses différentes commandes en réalisant de nombreux portraits d'amis et de collègues. Ses manières raffinées, son français parfait et son talent font de lui une vedette parmi les nouveaux portraitistes et sa renommée s'étend rapidement. Il annonce avec confiance des prix élevés et se permet même de refuser certains clients pénibles.

### Vie privée

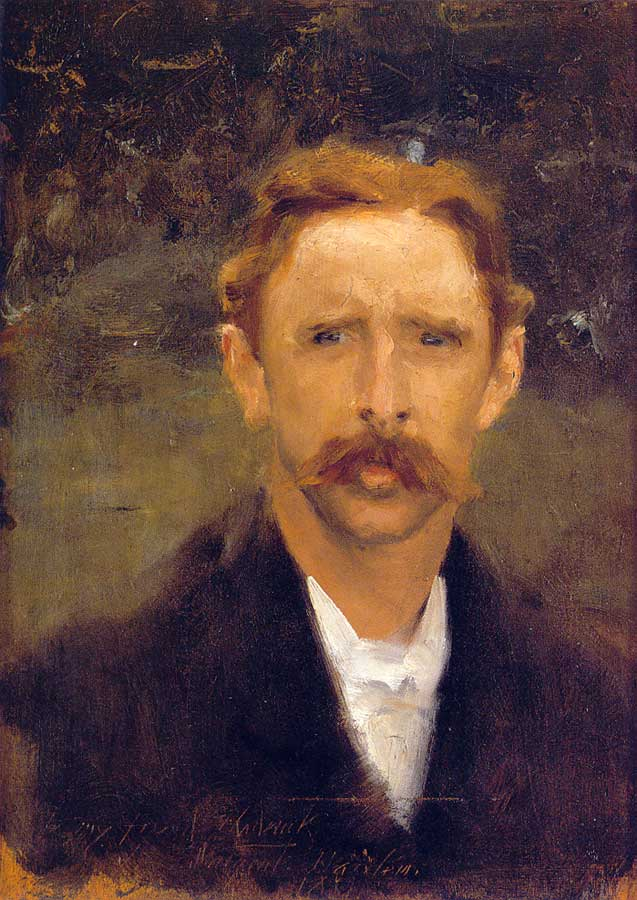
Portrait de Francis Brooks Chadwick, (1880),

Sargent resta sa vie durant un célibataire qui aimait à s'entourer de sa famille et de ses amis. Parmi les artistes qu'il fréquentait, on peut citer Dennis Miller Bunker, James Carroll Beckwith, Edwin Austin Abbey (qui travailla également sur les fresques de la Boston Public Library), Francis Davis Millet, Wilfrid de Glehn et sa femme Jane Emmet de Glehn, Albert de Belleroche, dont il fit le portrait à maintes reprises, Francis Brooks Chadwick (en) dont il fit également le portrait, William Ranken et Claude Monet. Une longue amitié unit Sargent à Paul-César Helleu, qu'il rencontra à Paris en 1878 alors qu'il était âgé de vingt-deux ans et Helleu de dix-huit. À ces noms, on ajoute parfois ceux de Henry James, Isabella Stewart Gardner (qui commanda et acheta des œuvres de Sargent, et lui demanda son conseil pour d'autres acquisitions), ainsi que le roi Édouard VII.
Sargent était extrêmement discret quant à sa vie privée. Cependant, le peintre Jacques-Émile Blanche, qui fut l'un de ses premiers clients, déclara après sa mort que la vie sexuelle de Sargent « était notoirement scandaleuse à Paris et à Venise, c'était un obsédé sexuel. ». La vérité ne sera sans doute jamais établie. Certains universitaires suggèrent qu'il était homosexuel[réf. nécessaire]. Il était lié mondainement au prince Edmond de Polignac et au comte Robert de Montesquiou. Ses nus masculins révèlent une sensibilité artistique complexe concernant l'anatomie et la sensualité masculine ; ceci est notoire dans son portrait de Thomas E. McKeller, mais aussi dans Tommies Bathing, les nus de Hell et Judgement, ainsi que ses portraits de jeunes hommes, comme Bartholomy Maganosco (1875) et Head of Olimpio Fusco (1905). Cependant, il entretenait également une amitié avec de nombreuses femmes, et une sensualité similaire se dégage de ses portraits féminins (en particulier de son Egyptian Girl, 1891). La possibilité d'une relation amoureuse avec Louise Burkhardt, le modèle de Lady with the Rose, 1882, est généralement admise par les spécialistes de Sargent.

## Œuvre

### Portraits

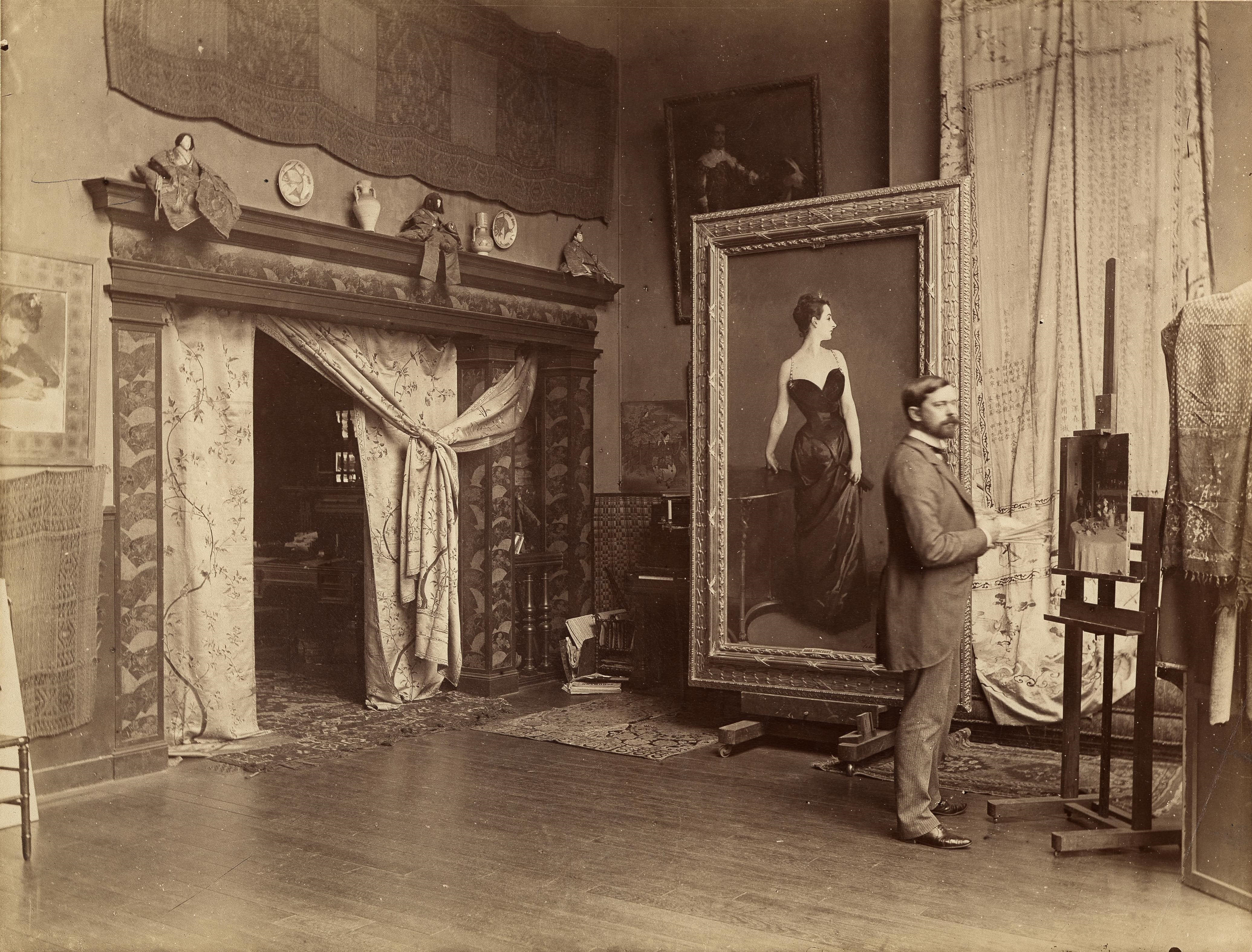
John Singer Sargent dans son atelier avec le portrait de Madame X, à Paris en 1884, photographie attribuée à Adolphe Giraudon.

Au début des années 1880, Sargent expose régulièrement au Salon de Paris, en particulier des portraits de femmes en pied, comme Madame Édouard Pailleron en 1880 et Madame Ramón Subercaseaux en 1881 qui sont toujours bien accueillis par la critique.
Les meilleurs portraits de Sargent révèlent l'individu et la personnalité de ses clients ; ses plus ardents admirateurs pensent qu'il ne peut être comparé qu'à Vélasquez qui l'influença grandement. Le maître espagnol transparaît dans les Filles d'Edward Darley Boit, de 1882, par un intérieur qui fait écho à celui des Ménines. Comme dans nombre de ses premiers portraits, Sargent tente hardiment des approches différentes à chaque nouveau défi. Ici, il obtient un effet poignant en employant à la fois une composition et un éclairage inhabituels. Son œuvre la plus exposée et la plus appréciée des années 1880 est sans doute The Lady with the Rose (1882), un portrait de son amie proche Charlotte Burckhardt, envers laquelle il éprouvait un certain attachement romantique.

#### Madame X

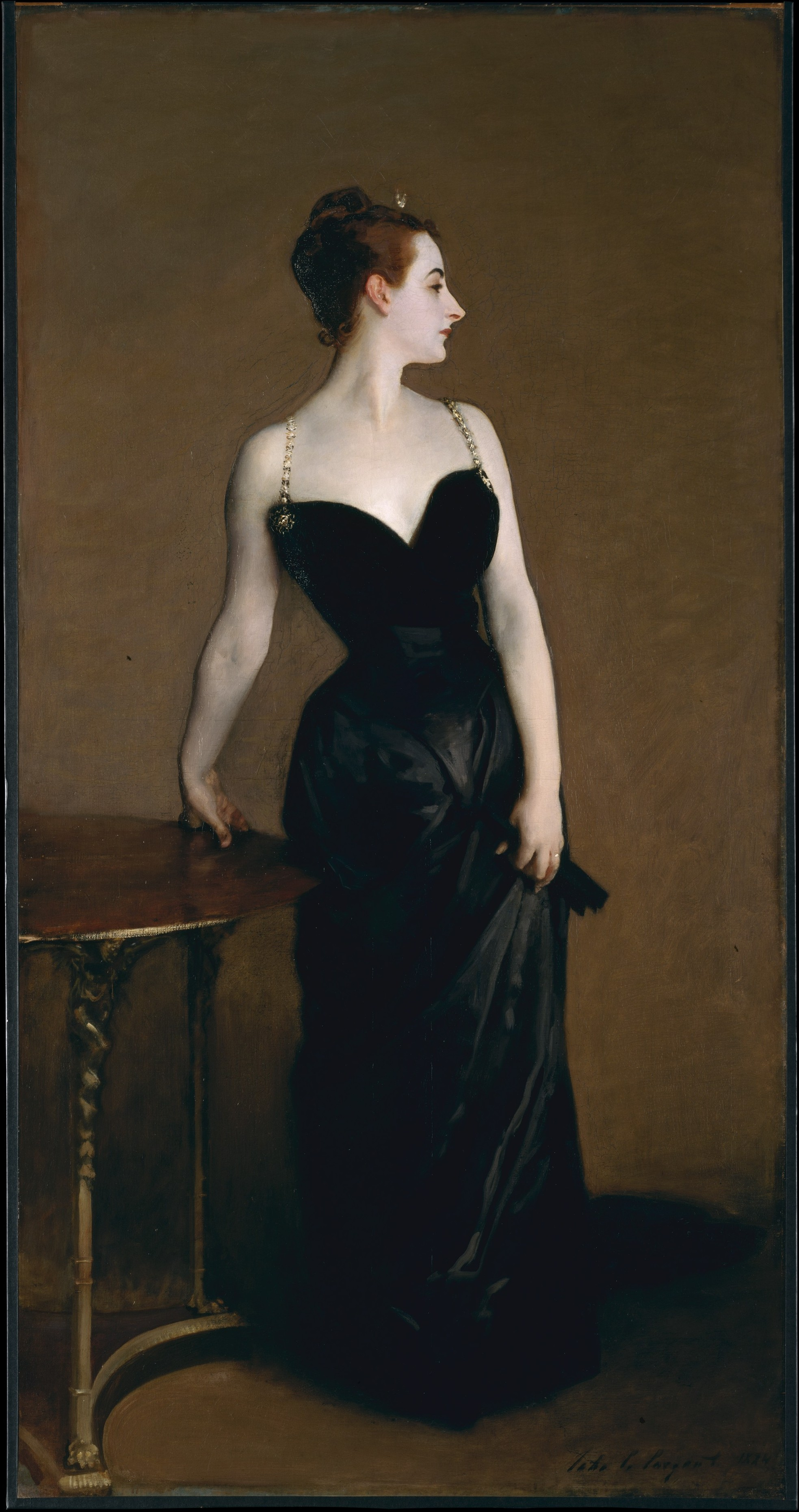
Madame X (1884), New York, Metropolitan Museum of Art.

Son œuvre la plus controversée, Madame X (Virginie Gautreau), réalisée en 1884, est aujourd'hui considérée comme son meilleur portrait et elle était la préférée de Sargent. (Il écrira en 1915 « Je suppose que c'est la meilleure chose que j'ai faite »). Cependant, lorsqu'elle est présentée à Paris au Salon de 1884, elle déclenche une réaction si négative que Sargent part s'installer à Londres. Une fois encore, l'assurance de Sargent l'avait conduit à risquer une nouvelle expérience qui malheureusement venait de mal tourner. 

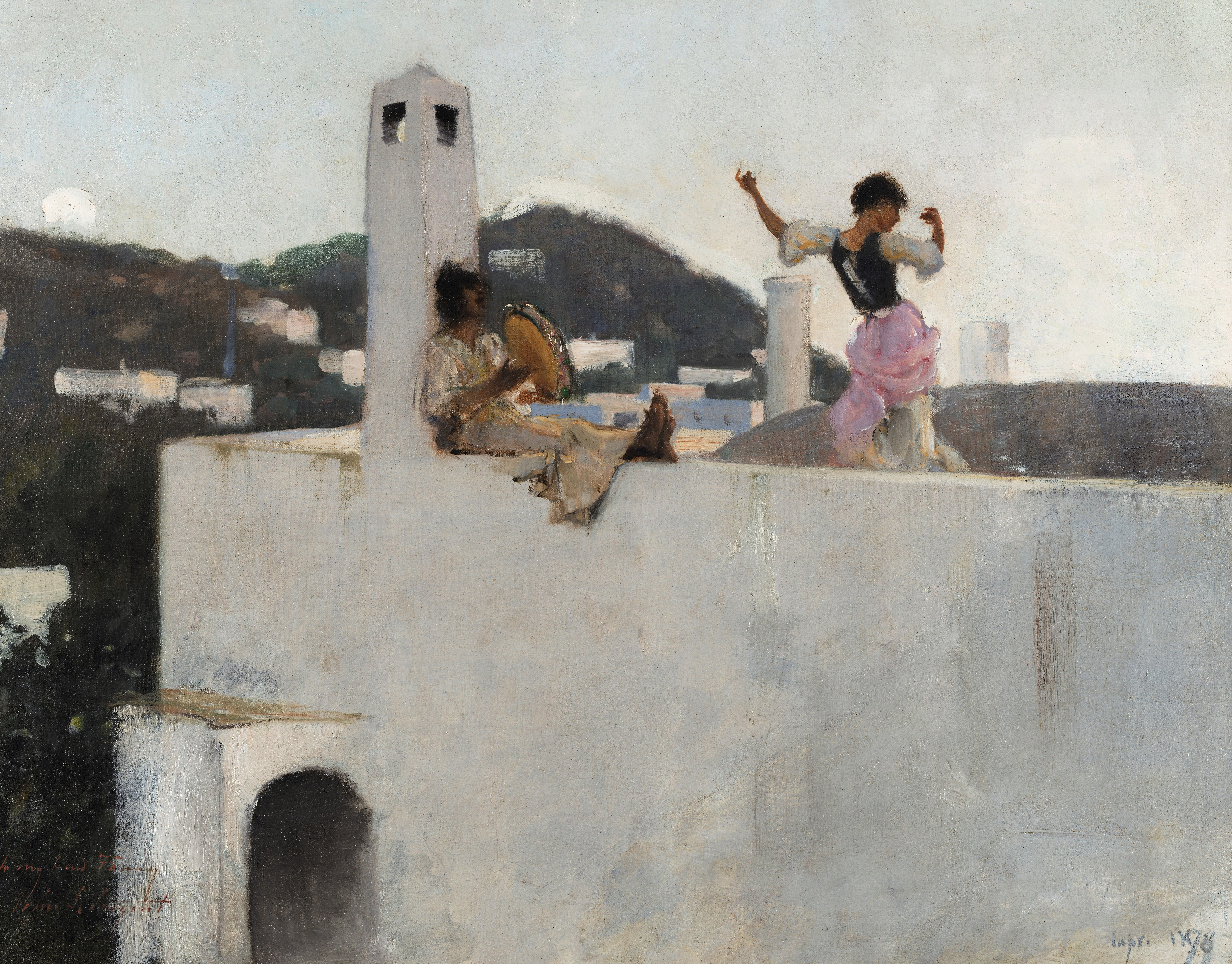
Capri (1878).
Rosina Ferrara dansant une tarentelle sur un toit, Bentonville, Musée d'art américain Crystal Bridges.

Avant le scandale de Madame X en 1884, il peint des beautés exotiques comme Rosina Ferrara de Capri et le modèle espagnol expatrié Carmela Bertagna, mais ces peintures n'étaient pas destinées au grand public. Sargent garde cette peinture fièrement exhibée dans son atelier de Londres jusqu'à ce qu'il la vende au Metropolitan Museum of Art de New York, en 1916, quelques mois après la mort de Madame Gautreau.

#### Autres portraits
Avant son arrivée en Angleterre, Sargent y envoie certaines toiles afin qu'elles puissent être exposées à la Royal Academy, dont le portrait du Le Docteur Pozzi chez lui (1881), un essai flamboyant en rouge, son premier portrait masculin en pied, ainsi que son portrait de Mrs. Henry White (1883), de facture plus traditionnelle. Les commandes de portraits qui s'ensuivent, encouragent Sargent à partir pour Londres en 1886. En oubliant le scandale de Madame X, il avait auparavant envisagé de s'installer dans la capitale anglaise, dès 1882, à la demande pressante de son ami le nouvelliste Henry James. Rétrospectivement, on peut admettre que son départ était inévitable.

Mrs Henry White (1883), Washington, Corcoran Gallery of Art.

Au début, la critique anglaise n'est pas enthousiaste et accable Sargent pour sa manière de peindre à la française. À propos du portrait de Mrs. Henry White, un chroniqueur décrit sa technique comme « dure et presque métallique, sans goût dans l'expression, l'air, ou la pose ». Cependant, grâce au concours de Madame White elle-même, Sargent emporte bientôt l'admiration des clients et des critiques anglais. Henry James donne également un coup de pouce important à la carrière de l'artiste en Grande-Bretagne.
Sargent passe beaucoup de temps à arpenter et à peindre la campagne anglaise, lorsqu'il ne travaille pas dans son atelier. Lors d'une visite chez Claude Monet à Giverny en 1885, Sargent peint l'un de ses portraits les plus impressionnistes, qui représente Monet peignant en plein air, en compagnie de sa nouvelle épouse. Sargent n'est cependant pas considéré comme un peintre impressionniste, mais il en utilise parfois les techniques, avec talent, et son Claude Monet Painting at the Edge of a Wood est sans doute sa vision personnelle de ce style. Dans les années 1880, il participe à des expositions impressionnistes et commence à peindre en plein air après sa visite à Monet. Il achète, à cette époque, pour sa collection personnelle, quatre toiles de Monet. Suivant la même inspiration, il avait réalisé un portrait de son ami Paul Helleu, peignant également en extérieur avec sa femme à ses côtés. Une photographie très similaire à sa peinture suggère que Sargent utilisait à l'occasion la photographie pour ses compositions. Grâce à Helleu, Sargent rencontre et fait un portrait de Rodin en 1884, qui est au sommet de la gloire. C'est un portrait plutôt sombre, rappelant l'œuvre de Thomas Eakins. En 1885, il succède à Boldini dans son atelier du no 41 boulevard Berthier à Paris[réf. nécessaire]. Il y réalise notamment, en 1885, le portrait de l'autrice et salonnière Seymourina Poirson, sous le titre Madame Paul Poirson.

### Phase impressionniste

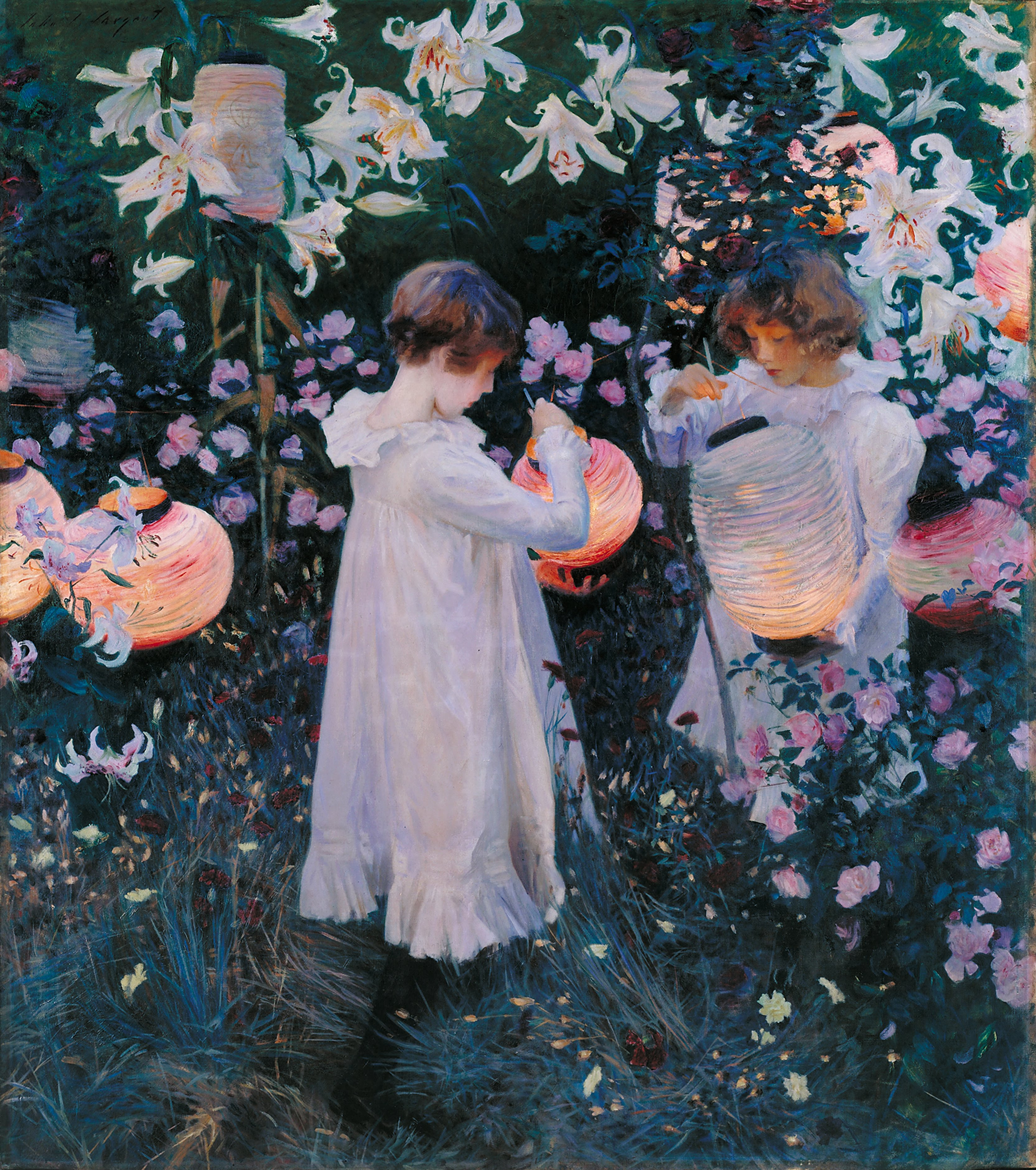
Carnation, Lily, Lily, Rose (1886), Londres, Tate Gallery.

Bien que les critiques britanniques classent Sargent parmi les impressionnistes, les impressionnistes français pensent tout autrement, comme Monet le dira plus tard, « Ce n'est pas un impressionniste au sens où nous l'entendons, il est beaucoup trop influencé par Carolus-Duran. ».
Sargent peignit une scène domestique fascinante, où l'on voit Besnard debout, dans une élégante salle à manger aux murs rouges, décorés avec des objets orientaux. Devant lui, éclairés par la lumière que laisse filtrer un abat-jour oriental bleu et blanc, sa femme et son fils sont attablés, celle-ci est occupée à découper le gâteau d’anniversaire de l’enfant. Ce tableau connu sous le nom de Fête familiale, se distingue par sa composition tronquée, ses cadrages audacieux et son rendu non conventionnel des visages : les traits de Besnard sont à peine ébauchés et ils disparaissent presque dans l’ombre de la pièce. Les études expérimentales de Sargent de ce type avaient fréquemment pour sujet des amis artistes ou des gens aux goûts progressistes et furent souvent donnés en cadeau.
Ce n'est que lorsqu'il rendit visite à Monet à Giverny en 1887 qu'il embrassa plus complètement l'impressionnisme. Son tableau Claude Monet Peinture à l'orée d'un bois témoigne de cette visite. À l'été 1888, il se rapproche encore plus du style de Monet lorsqu'il peint à Calcot Mill dans l'Oxfordshire. Une promenade matinale évoque le tableau que de Monet réalisa en 1886 de sa future belle-fille, Suzanne Hoschedé, également vêtue de blanc et portant une ombrelle, en plein air. La composition de Sargent est pleine de lumière estivale brillante qui produit un effet pommelé dans la robe et l'herbe.
Le premier succès majeur de Sargent à la Royal Academy, a lieu en 1887, avec Carnation, Lily, Lily, Rose, une grande composition peinte en extérieur, représentant deux fillettes allumant des lanternes dans un jardin anglais. Ce tableau est immédiatement acquis par la Tate Gallery.

### Retour aux portraits
Son premier voyage à New York puis à Boston en tant qu'artiste professionnel a lieu entre 1887 et 1888, période pendant laquelle il peint plus de vingt commandes, dont les portraits d'Isabella Stewart Gardner, mécène bostonienne, et Madame Adrian Iselin, femme d'un riche homme d'affaires de New York. À Boston, il participe à sa première exposition personnelle, présentant vingt-deux de ses œuvres.
De retour à Londres, Sargent est à nouveau très occupé. Sa méthode de travail est alors bien rodée, comme celle de nombreux maîtres du portrait avant lui. Après avoir obtenu une commande, à la suite de négociations qu'il mène en personne, Sargent rend visite à son client pour voir où le tableau sera accroché, puis il fait un tour de la garde robe de son client pour lui choisir une tenue adéquate. Certains portraits sont réalisés dans la demeure du client, mais le plus souvent à son atelier, bien aménagé en meubles et matériel de fond qu'il choisit pour rendre le meilleur effet. Il requiert de son client de huit à dix séances de poses. Il entretient habituellement son client de quelque agréable conversation et s'interrompt parfois pour jouer un morceau de piano. Sargent ne fait que rarement usage de croquis, il préfère en général commencer à peindre directement à l'huile.

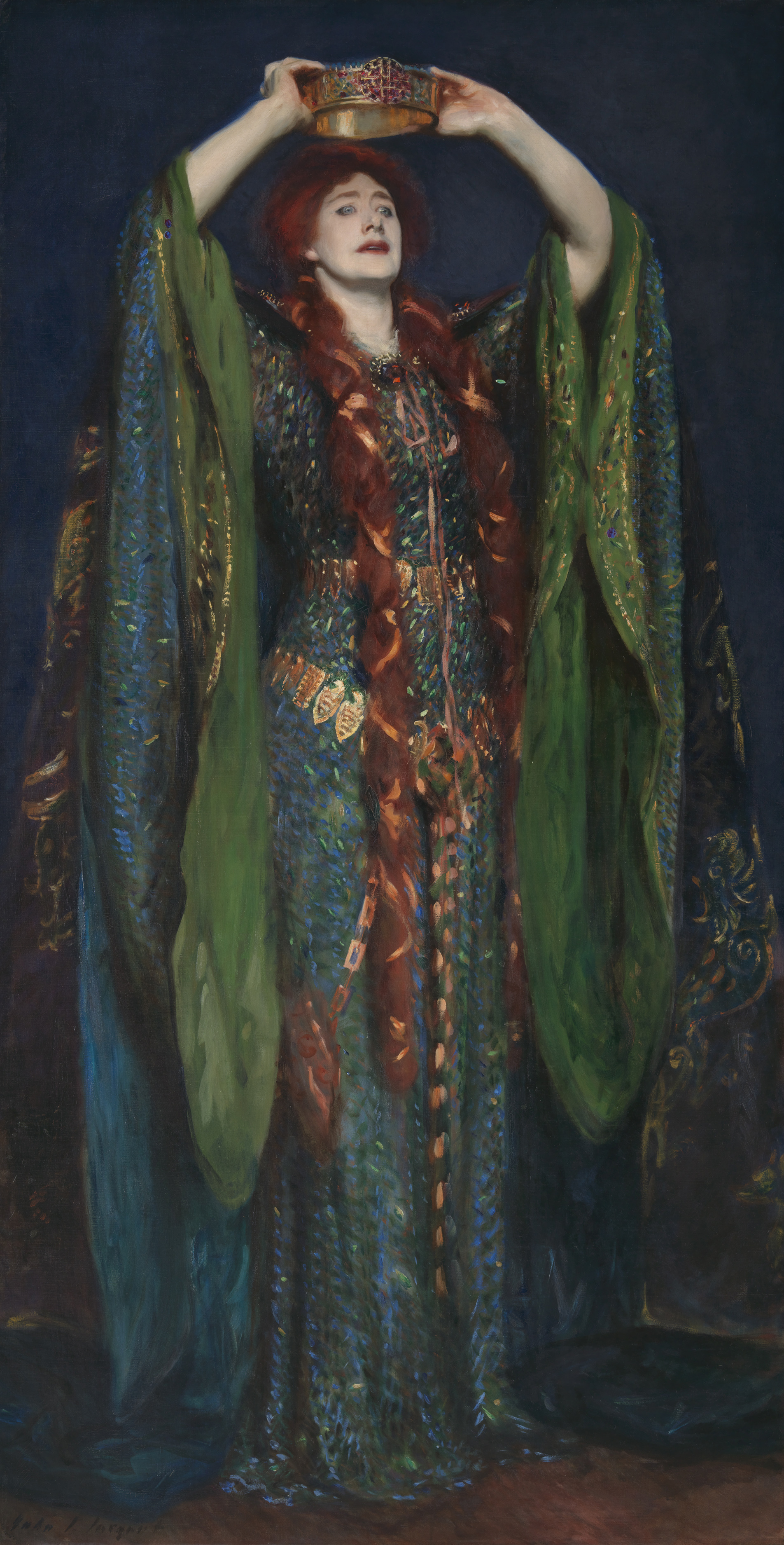
Ellen Terry en Lady Macbeth (1889), Londres, Tate Britain.

Sargent n'a pas d'assistant, il prépare lui-même ses toiles et vernit ses peintures, s'occupant de la photographie, des expéditions et de collecter la documentation. Il demande environ cinq mille dollars par portrait, soit l'équivalent de cent trente mille dollars en 2008. Certains de ses clients américains font même le déplacement à Londres pour qu'il peigne leur portrait.

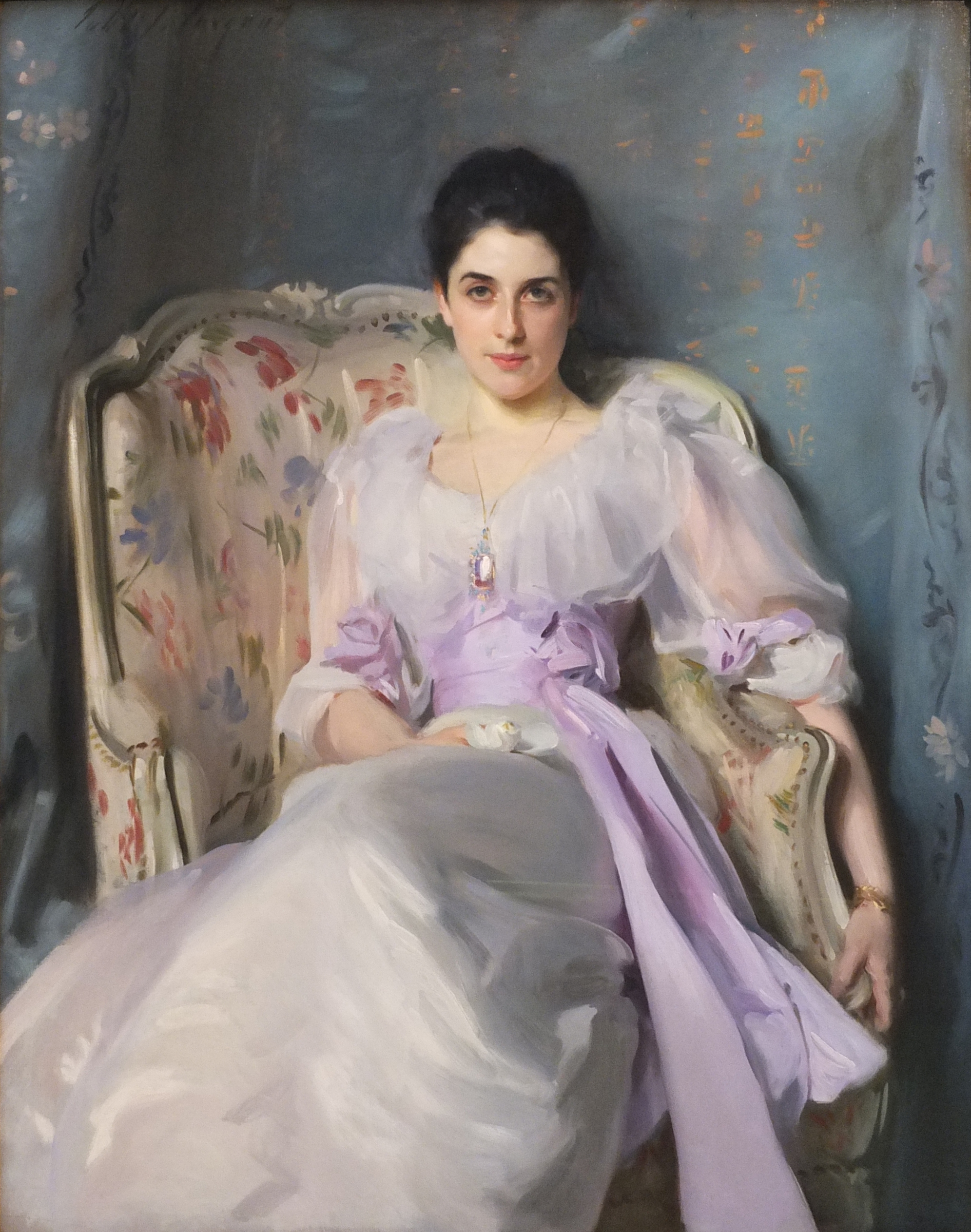
Lady Agnew of Lochnaw (1893), Édimbourg, Galerie nationale d'Écosse.

Vers 1890, Sargent peint deux portraits, non commandés, l'un de l'actrice Ellen Terry en Lady Macbeth et l'autre de la danseuse espagnole Carmencita. Sargent est élu membre associé de la Royal Academy, puis devient membre ordinaire trois ans plus tard. Dans les années 1890, il réalise en moyenne quatorze commandes de portraits par an, dont le très apprécié Lady Agnew of Lochnaw, en 1892. Son portrait de madame Hugh Hammersley reçoit également une critique élogieuse pour sa représentation très vivante d'une des hôtesses londoniennes des plus notables. En tant que portraitiste, le succès de Sargent est inégalé ; ses sujets sont à la fois ennoblis et comme dotés d'une énergie particulière (Mrs. Hugh Hammersley, 1892). On dit alors fréquemment que Sargent est « le Van Dyck de notre époque ».
Sargent peint une série de trois portraits de Robert Louis Stevenson. Le second, Portrait of Robert Louis Stevenson and his Wife (1885), est l'un de ses plus célèbres. Il se rend fréquemment aux États-Unis, surtout pour répondre aux commandes de ses clients d'Outre-Atlantique et nombre de ses œuvres les plus importantes font partie des collections de musées américains. Il réalise d'ailleurs le portrait de deux présidents des États-Unis, Theodore Roosevelt et Woodrow Wilson.
Asher Wertheimer, négociant en art vivant à Londres, commande à Sargent une série d'une douzaine de portraits de sa famille. Il s'agit là de sa commande la plus importante de la part d'un même client. Les tableaux révèlent une familiarité plaisante entre l'artiste et ses sujets. Wertheimer lèguera la plupart des portraits à la National Gallery.
Vers 1900, Sargent est à l'apogée de sa renommée. Le dessinateur Max Beerbohm a fait dix-sept caricatures de lui, rendant familière au public son apparence physique rondouillarde,. Sargent se met à voyager davantage et consacre relativement moins de temps aux portraits. Son An Interior in Venice (1900), un portrait de quatre membres de la famille Curtis dans leur élégant palais vénitien (le palazzo Barbaro), est cependant critiqué par Whistler qui, parlant du jeu de pinceau de Sargent, le résume par « des bavures partout ». L'un des derniers portraits de Sargent dans son style de virtuose est celui de Lord Ribblesdale, en 1902, élégamment vêtu d'une tenue de chasse. Entre 1900 et 1907, Sargent continue de produire à un rythme élevé. En plus de douzaines de portraits peints à l'huile, il réalise des centaines de portraits simplement dessinés qu'il vend chacun aux alentours de quatre cents dollars de l'époque.

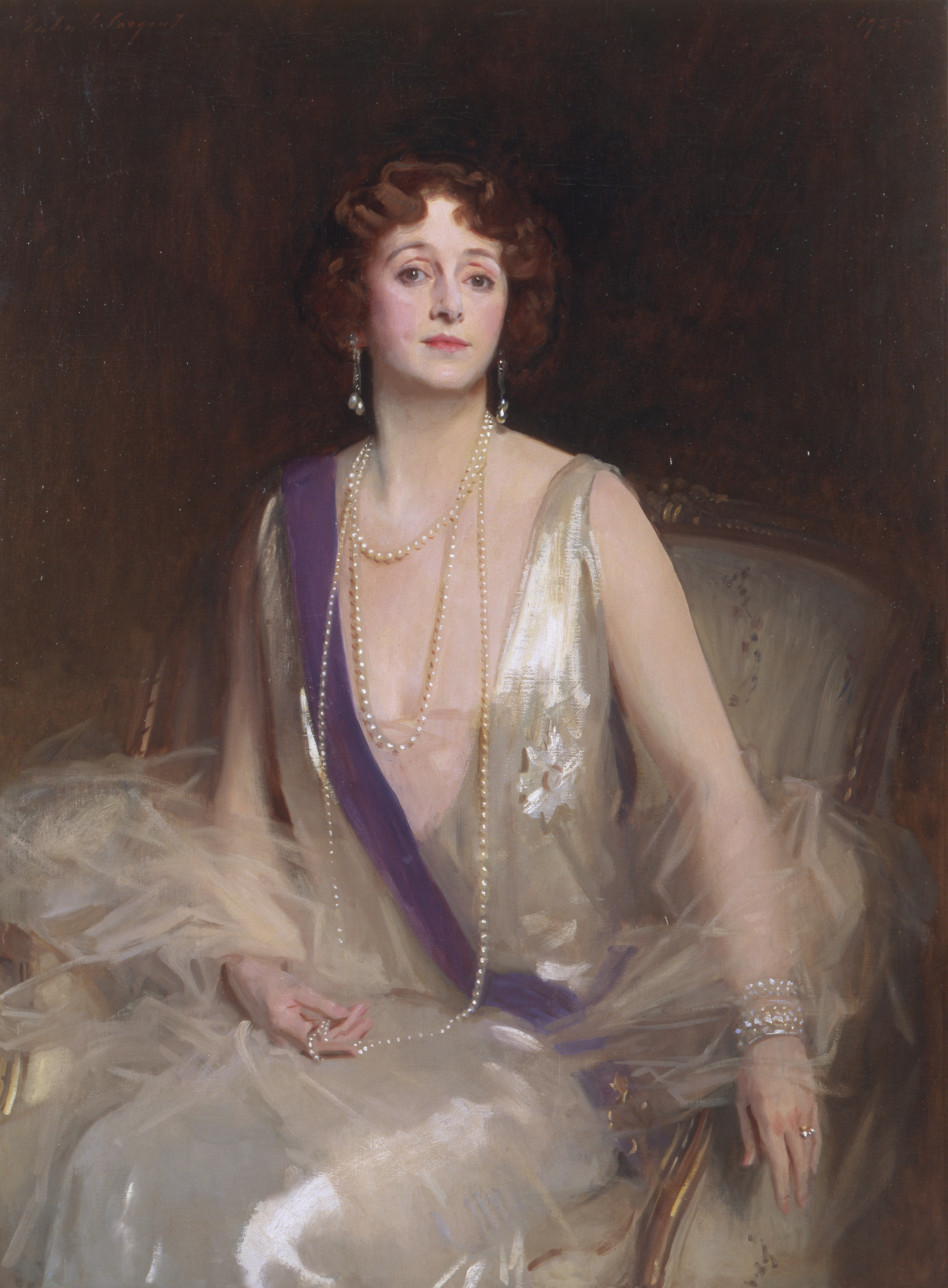
Portrait de Lady Curzon (1925), Manchester, Currier Museum of Art.

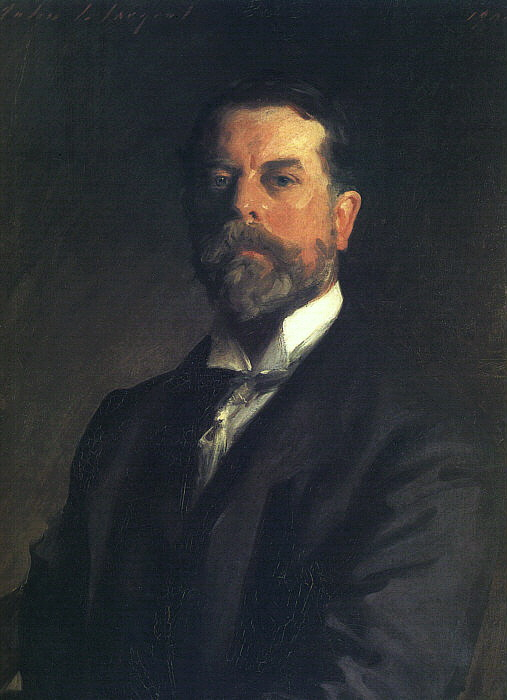
Autoportrait (1906), Florence, Galerie des Offices.

En 1907, âgé de cinquante et un ans, Sargent ferme officiellement son atelier. Soulagé, il dit : « Peindre un portrait pourrait être amusant, si l'on n'était contraint de faire la conversation en travaillant […] C'est accablant d'entretenir le client et de paraître heureux alors qu'on se sent malheureux ». Cette même année, il peint son propre portrait, sérieux et modeste, son dernier, pour la fameuse collection d'autoportraits de la Galerie des Offices de Florence.
La renommée de Sargent est alors considérable et les musées se disputent ses œuvres. Il décline le titre de chevalier, préférant rester citoyen américain. Dès 1907, Sargent abandonne la réalisation de portraits et se concentre alors sur les paysages. Il se rend fréquemment aux États-Unis au cours des dix dernières années de sa vie, dont un séjour de deux ans entre 1915 et 1917.
À l'époque où Sargent termine le portrait de John D. Rockefeller, en 1917, la plupart des critiques le considèrent comme un maître du passé, « un brillant ambassadeur entre ses clients et la postérité ». Les modernistes le critiquent plus sévèrement, le considérant comme totalement déconnecté des réalités de la vie américaine et des tendances artistiques émergentes comme le cubisme et le futurisme. Sargent accepte calmement la critique, tout en refusant de changer son opinion négative à propos de l'art moderne. Il réplique : « Ingres, Raphaël et le Gréco ont toujours toute mon admiration, ils sont ce que j'aime ». En 1925, peu avant sa mort, Sargent peint son dernier portrait, une toile représentant Lady Curzon. Ce tableau sera acheté en 1936 par le Currier Museum of Art de Manchester dans le New Hampshire.

### Aquarelles

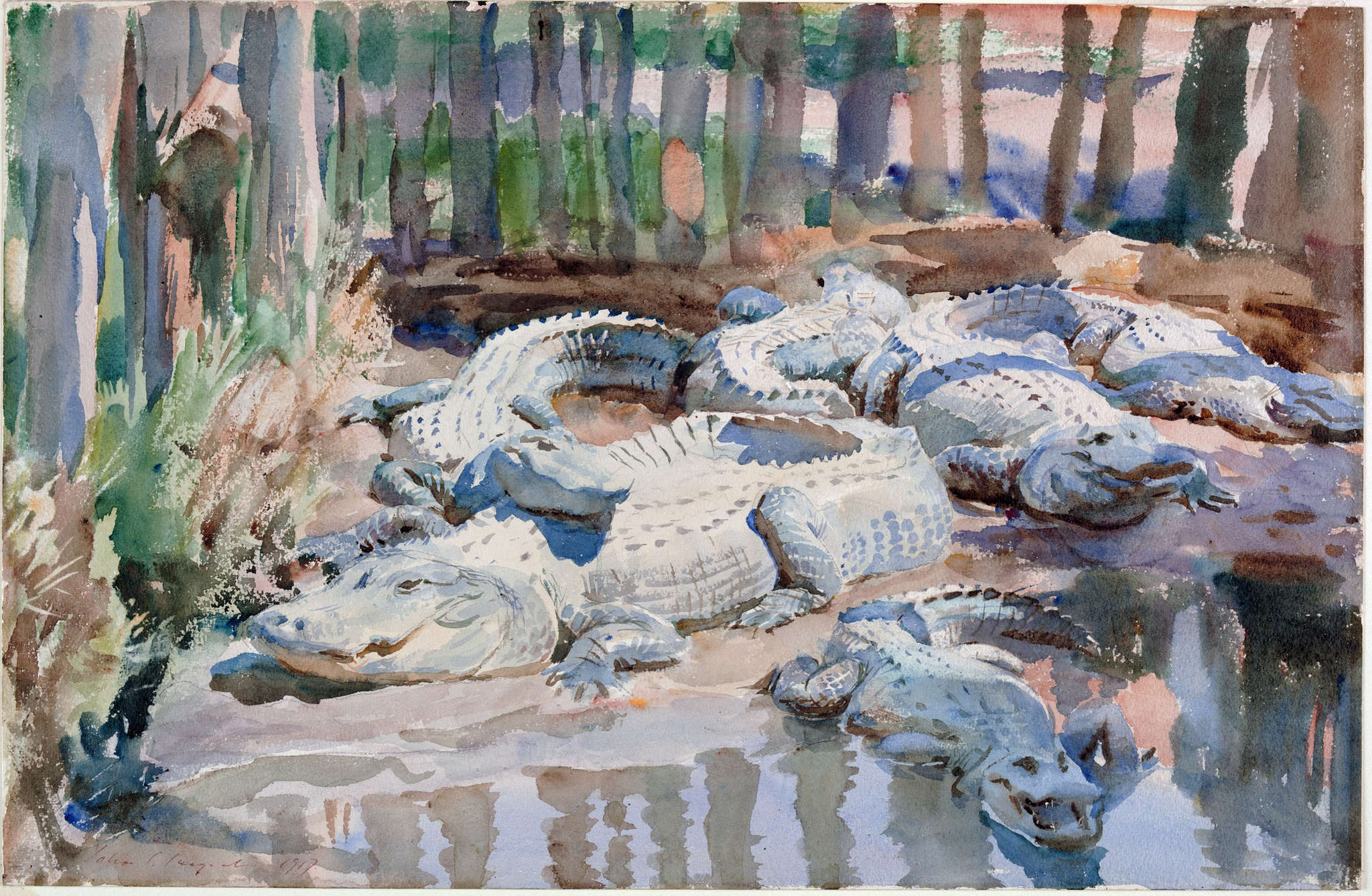
Muddy Alligators (1917),, Worcester (Massachusetts), Worcester Art Museum.

Pendant sa longue carrière, Sargent a peint plus de deux mille aquarelles, allant de la campagne anglaise à Venise, du Tyrol à Corfou, du Moyen-Orient au Montana ou au Maine et à la Floride, chaque destination lui offrant un trésor de stimulation picturale. Même pendant ses loisirs, s'échappant des pressions de son atelier, il peint avec une intensité infatigable, souvent du matin jusqu'au soir.
On remarquera ses centaines d'aquarelles de Venise, dont nombre sont réalisées sur une gondole. Ses couleurs sont parfois extrêmement vives et un analyste remarque, « Tout cela a l'intensité d'un rêve »<. Au Moyen-Orient et en Afrique du Nord, Sargent peint des bédouins, des gardiens de chèvres et des pêcheurs. Au cours de la dernière décennie de sa vie, il produit de nombreuses aquarelles, dans le Maine, en Floride, et dans l'Ouest américain, représentant la faune, la flore, et les peuples autochtones.
Avec ses aquarelles, Sargent peut s'adonner à ses premières inclinations artistiques pour la nature, l'architecture, les peuples exotiques et les nobles paysages de montagne. Dans quelques-unes de ses dernières œuvres, on ressent que Sargent ne peint plus que pour lui-même. Ses aquarelles sont exécutées avec une joyeuse fluidité. Il y peint la famille, les amis, les jardins et les fontaines. Famille et amis y sont souvent représentés vêtus de costumes orientaux et se reposant dans un paysage ensoleillé, ce qui lui permet d'utiliser une palette plus vive et d'expérimenter des choses qui ne lui étaient pas permises dans ses commandes (Figure in Hammock, Florida, 1917),. Sa première exposition personnelle importante d'aquarelles a lieu à la fameuse Carfax Gallery de Londres en 1905. En 1909, il expose quatre-vingt-six aquarelles à New York, quatre-vingt-trois d'entre elles sont acquises par le Brooklyn Museum. Evan Charteris écrit en 1927 :

« Vivre avec les aquarelles de Sargent, c'est vivre avec un soleil captif, avec l'éclat d'un monde lisible et lumineux, le reflux des ombres et l'ardeur ambiante du midi. »

Bien qu'elle ne soit pas unanime, la critique le compare à Winslow Homer, sans doute le plus grand aquarelliste américain. Les universitaires mentionnent que Sargent maniait aisément la gamme complète des aquarelles, de l'opaque au transparent, y compris les méthodes utilisées par Homer.

### Autres œuvres

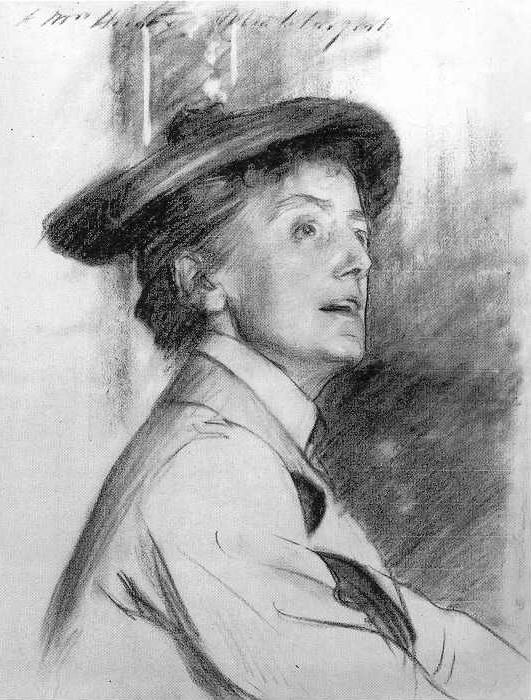
Dame Ethel Mary Smyth (1901),, Londres, National Portrait Gallery.

Afin de satisfaire quelque peu l'insatiable demande de riches clients pour ses portraits, Sargent dessina des centaines d'esquisses de portrait au fusain, qu'il appelait des « Mugs ». Quarante-six d'entre eux, réalisés entre 1890 et 1916, furent exposés à la Royal Society of Portrait Painters en 1916.
Les plus grandes œuvres, par la taille, de Sargent sont des décorations murales qui embellissent les murs de la bibliothèque publique de Boston. Elles dépeignent l'histoire des religions et les faux dieux du polythéisme. Elles furent marouflées aux murs de la bibliothèque.
À son retour en Angleterre, en 1918, après un séjour de deux ans aux États-Unis, Sargent reçut une commande du ministère britannique de l'Information afin d'illustrer des scènes de guerre. Dans sa grande composition, Gassed et dans nombre d'aquarelles, il dépeint des scènes de la Grande Guerre.

## Réception critique

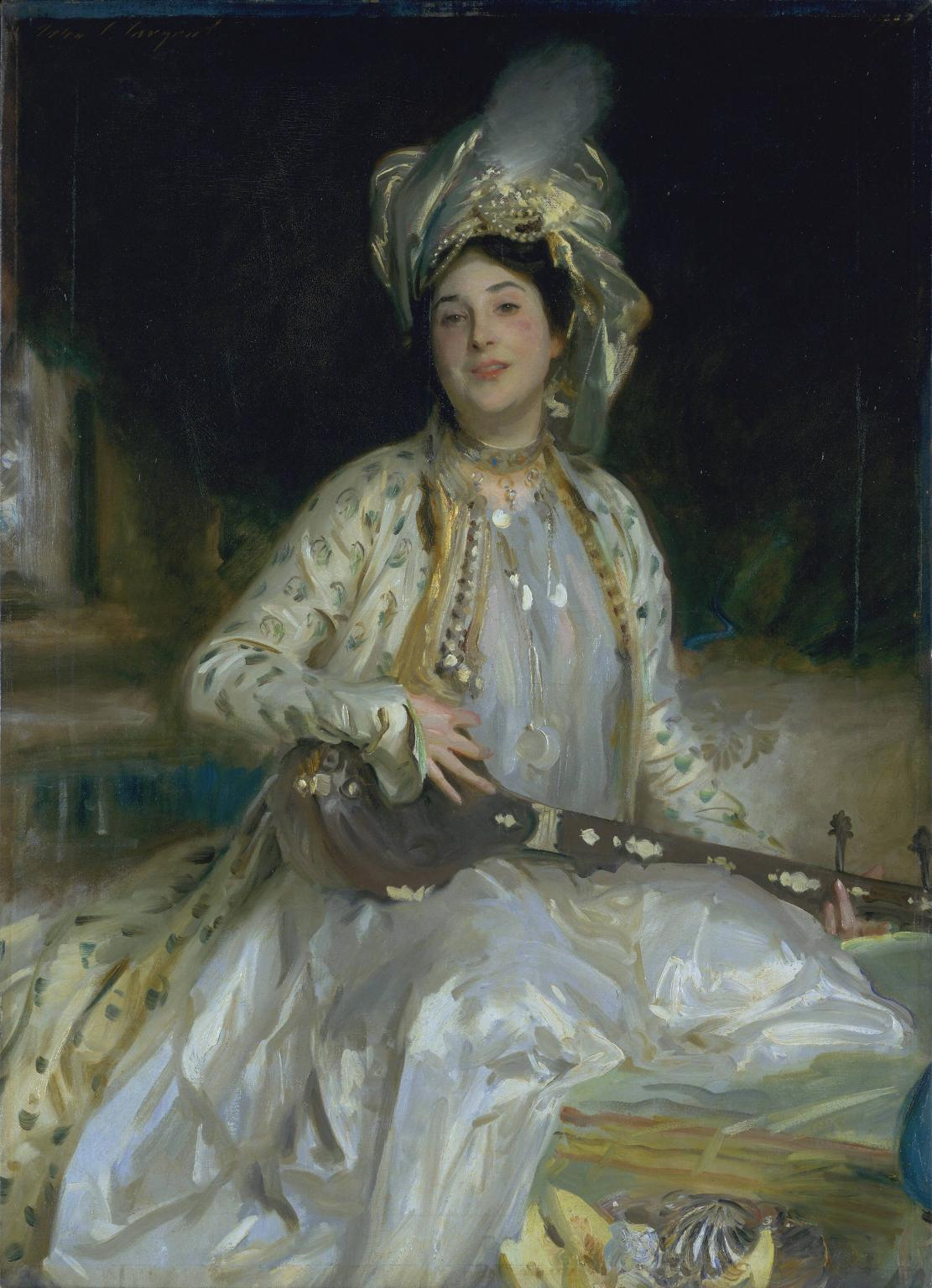
Almina, Daughter of Asher Wertheimer (1908), huile sur toile,, Londres, Tate Gallery.

À une époque où le monde artistique se tourne vers l'impressionnisme, le fauvisme ou le cubisme, Sargent pratique son interprétation d'un réalisme personnel qui fait brillamment référence à Vélasquez, Van Dyck et Gainsborough. Sa facilité à paraphraser ces maîtres d'une manière contemporaine lui amène quantité de commande de portraits, réalisés avec une virtuosité remarquable, ce qui lui valut le surnom de « Van Dyck de notre époque ».
De son vivant, son œuvre engendra des remarques critiques de la part de quelques-uns de ses pairs : Camille Pissarro écrivit « ce n'est pas un passionné, mais plutôt d'un habile interprète », puis Walter Sickert publia une satire, intitulée Sargentolatry. À sa mort, il était déjà considéré comme anachronique, comme une relique du Gilded Age et exclu des tendances artistiques de l'après-guerre en Europe. On suggéra que l'exotisme de son œuvre avait un attrait particulier pour les clients juifs qu'il peignit dès les années 1890.
Cela est manifeste dans son portrait d'Almina, Daughter of Asher Wertheimer (1908), dans lequel, le sujet est vêtu d'un costume persan, un turban incrusté de perles, et jouant d'un sarod indien, accessoires destinés à transmettre sensualité et mystère. Si Sargent utilisa ce portrait pour explorer les questions d'identité et de sexualité, il semble par contre qu'il emporta la ferveur du père du sujet, Asher Wertheimer, un riche marchand d'art juif.

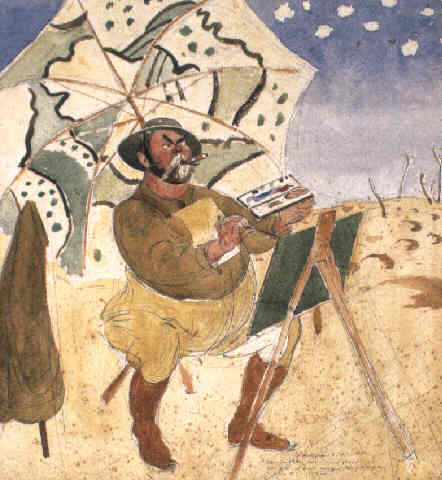
John Singer Sargent painting par Henry Tonks (1918)

Parmi les plus grands détracteurs de Sargent, on compte l'influent critique d'art anglais, Roger Fry, du Bloomsbury Group, qui, à la rétrospective Sargent tenue à Londres en 1926, discrédite son œuvre pour manque d'esthétisme: « Merveilleux en effet, mais le plus merveilleux de cette merveilleuse performance ne devrait jamais être confondu avec celle d'un artiste ». Dans les années 1930, Lewis Mumford conduit le chœur de ses critiques les plus sévères : « Sargent n'est finalement qu'un dessinateur […] une habile main-d'œuvre, un effet des plus fringant pour les yeux, ne peuvent dissimuler le vide d'esprit de Sargent, ou le mépris cynique et la superficialité d'une certaine partie de son travail. » La dévaluation de Sargent est aussi en partie attribuée à sa vie d'expatrié qui le fait paraître moins américain à une époque où l'« authentique » art américain fait prendre conscience des aspects sociaux, comme cela est illustré par le Stieglitz circle et l'Ashcan School, alors en pleine ascension.
Malgré une longue période de critiques défavorables, la popularité de Sargent reprit dans les années 1950 dans l'espace anglophone. Dans les années 1960, une certaine renaissance de l'art victorien et de nouvelles études sur Sargent confortèrent sa réputation en Angleterre et aux États-Unis. Sargent fit l'objet d'expositions dans les plus grands musées, dont une rétrospective au Whitney Museum of American Art en 1986, et, en 1999, une exposition itinérante qui fut présentée au musée des beaux-arts de Boston, à la National Gallery of Art de Washington et à la National Gallery de Londres.
En 1986, Andy Warhol déclara que Sargent « rendait chacun séduisant. Plus grand. Plus mince. Mais tous avaient du caractère, chacun d'entre eux avait un caractère différent. » Dans ces années également, le critique Robert Hughes salua Sargent comme « l'incomparable témoin du pouvoir masculin et de la beauté féminine à une époque, la nôtre, qui paye un tribut excessif à tous les deux ».
Son tableau le plus connu du public en France est La Carmencita (1890), aujourd'hui exposée au musée d'Orsay.

## Élèves
- May de Montravel Edwardes

## Œuvres choisies
- Portrait de Carolus-Duran (1879)

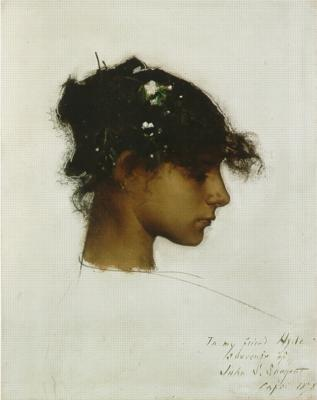
Rosina Ferrara, musée d'art de Denver.

- Edouard Pailleron (1879), huile sur toile, 138 × 96 cm, Dépôt du Musée d'Orsay au Château de Versailles[86]
- Édouard Pailleron Junior (1879), huile sur panneau, 34 × 26 cm, Collection privée[87]
- Portrait de Madame Édouard Pailleron (1880) Corcoran Gallery of Art
- Portrait de Mrs. Thomas Lincoln Manson Jr. (1890) Honolulu Academy of Arts
- Portrait de Madame Ramón Subercaseaux (1881) Collection privée
- Le Docteur Pozzi chez lui (1881) Hammer Museum
- Les Enfants Pailleron (1881) Des Moines Art Center
- Vernon Lee (1881) huile sur toile, Tate Britain
- Lady with the Rose (1882) Metropolitan Museum of Art
- El Jaleo (1882) Musée Isabella Stewart Gardner
- The Daughters of Edward Darley Boit (1882) Boston Museum of Fine Art
- Une rue de Venise, 1880-1882,Clark Art Institute
- Portraits d'Edouard et Marie-Louise Pailleron (1881), huile sur toile, 152 × 175 cm, Des Moines Art Center[88]
- Rue à Venise (1882), National Gallery of Art, Washington, DC
- Fumée d'ambre gris, Clark Art Institute
- Portrait de Mrs. Henry White (1883) Corcoran Gallery of Art
- Portrait of Madame X (1884) Metropolitan Museum of Art
- Melle Judith Gautier à la Fourberie (1885), musée Faure d'Aix-les-Bains
- Portrait de Robert Louis Stevenson et de son épouse (1885) Cristal Bridges Museum of American Art Bentonville (Arkansas)
- Portrait d'Arsène Vigeant (1885) Musées de Metz
- Claude Monet Painting by the Edge of a Wood (1885) Tate Collection
- Carnation, Lily, Lily, Rose (1885-1886), huile sur toile, 174 × 154 cm, Tate Britain, Londres[89]
- Fresques de la Boston Public Library (1890-1919)  Boston Public Library
- Portrait d'Isabella Stewart Gardner (1888) Isabella Stewart Gardner Museum Boston
- Portrait du compositeur Gabriel Fauré (1889) Musée de la Musique de Paris
- La Carmencita (vers 1890), huile sur toile, 229 × 140 cm, Musée d'Orsay, Paris[90]
- Portrait de Mrs. Hugh Hammersley (1892) Metropolitan Museum of Art
- Lady Agnew of Lochnaw (1892) National Galleries of Scotland
- Portrait de Léon Delafosse (1893-1898) Seattle Art Museum
- Portrait de Frederick Law Olmsted (1895)
- Portrait de Mr. and Mrs. Isaac Newton Phelps-Stokes (1897) Metropolitan Museum of Art
- Madame Fauden Phillips (1898)
- On his holidays (1901) Lady Lever Art Gallery
- Portrait de Theodore Roosevelt (1903) Maison-Blanche
- Santa Maria della Salute (1904) Brooklyn Museum of Art
- The Chess Game (1906) Harvard Club of New York City
- Mrs. Louis E. Raphael (Henriette Goldschmidt) (ca. 1906) Montgomery Museum of Fine Arts, Montgomery (Alabama)
- Portrait of Almina, Daughter of Asher Wertheimer (1908) Tate Collection
- Portrait de John D. Rockefeller (1917) Collection particulière
- Portrait de Lady Curzon (1925) Currier Museum, Manchester (New Hampshire)